# Городловичі
Городловичі (пол.  Horodłowice) — село, яке було розташоване на території Шептицького району, Львівської області. Знаходилося на північ від Ульвівка, поблизу Західного Бугу. Нині не існує.
Наприкінці XIX століття орні землі на місці села носили назву Копані.  У міжвоєнний період Другої Речі Посполитої до 1934 року було самостійною громадою. Згодом увійшло до складу сільської ґміни Скоморохи в Сокальському повіті Львівського воєводства. 
У зв’язку з проведенням нового державного кордону по Бугу, чотири лівобережні села (Цілянж, Городловичі, Печигори та Ульвівок), що входили до складу ґміни Скоморохи, після війни залишилися в Польщі. Решта території ґміни увійшла до складу СРСР, унаслідок чого польські села були приєднані до сусідньої ґміни Хоробрів, яка після війни стала частиною Грубешівського повіту Люблінського воєводства. У 1951 році село разом із більшою частиною території ґміни Хоробрів було передане Радянському Союзу в рамках угоди про обмін територіями.

## Зовнішні посилання
- Horodłowice // Słownik geograficzny Królestwa Polskiego. — Warszawa : Druk «Wieku», 1882. — Т. III. — S. 138. (пол.)